# Colonia Progreso, Chihuahua
Colonia Progreso är en ort i Mexiko.   Den ligger i kommunen Meoqui och delstaten Chihuahua, i den nordvästra delen av landet, 1 200 km nordväst om huvudstaden Mexico City. Colonia Progreso ligger 1 148 meter över havet och antalet invånare är 162.
Terrängen runt Colonia Progreso är platt, och sluttar österut.  Trakten runt Colonia Progreso är nära nog obefolkad, med mindre än två invånare per kvadratkilometer. Närmaste större samhälle är Ciudad Delicias, 17,9 km söder om Colonia Progreso. Trakten runt Colonia Progreso består till största delen av jordbruksmark.